# Charles Durand (historien)
Pour les articles homonymes, voir Charles Durand et Durand.
Charles Durand, né à Périgueux le 28 janvier 1849 et mort le, 21 novembre 1921 dans la même ville est un historien français.

## Biographie
Charles Durand naît en 1849 à Périgueux (Dordogne). Il fait carrière dans le corps des ponts et chaussées, comme conducteur en poste à Périgueux, puis à Tocane-Saint-Apre, à Montignac en 1881, et de nouveau à Périgueux à partir de 1883. En parallèle, il se passionne d'histoire et d'archéologie locales. En 1874, il est l'un des membres fondateurs de la Société historique et archéologique du Périgord (SHAP). Dès la première année de parution du bulletin de l'association, il publie de nombreux articles et est notamment l'auteur des Fouilles de Vésone publiées entre 1906 et 1913. Après être parti à la retraite en tant que sous-ingénieur des ponts et chaussées, il est élu premier adjoint au maire de Périgueux. Comme son ami Eugène Le Roy, Charles Durand est franc-maçon.
Charles Durand occupe, dans un premier temps, le poste de secrétaire adjoint de la SHAP, puis devient vice-président jusqu'à sa mort en 1921, à Périgueux.

## Distinctions
- Officier de l'Instruction publique[3]